# انسان گاتنگی
انسان ها

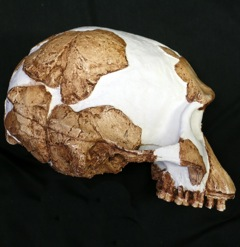
جمجمه انسان گاتنگی

انسان گاتنگی یک گونه از انسان‌تباران است که توسط دانشمند زیست‌شناس درن کورنو در سال ٢٠١٠ میلادی معرفی شد. این گونه از روی سنگواره‌هایی از انسان تباران که در آفریقای جنوبی یافت شده بودند و قبلاً به انسان ماهر، انسان کارورز و در برخی موارد به جنوبی‌کپی نسبت داده می شدند شناسایی شد. درن کورنو اعتقاد دارد که این گونه قدیمی‌ترین گونه از سردهٔ انسان است.